# Hängender Lauch
Der Hängende Lauch (Allium pendulinum) ist eine Pflanzenart aus der Gattung Lauch (Allium) und gehört zur Unterfamilie der Lauchgewächse (Allioideae).

## Beschreibung
Der Hängender Lauch wächst als ausdauernde krautige Pflanze und erreicht Wuchshöhen von 10 bis 25 Zentimeter. Der Hängende Lauch hat meist nur zwei kahle grundständige Blätter, die etwa 3 bis 8 Millimeter breit werden und bald vertrocknen.
Die Blüten stehen zu fünft bis zu neunt auf einem dreikantigen Blütenstandsschaft mit zweiteiliger Hochblatthülle. Die Blüten sind zunächst aufrecht, später nicht einseitswendig hängend. Diese sind sternförmig bis glockig mit drei grünen Streifen auf den Blütenhüllblättern, wobei der mittlere länger ist.
Die Blütezeit reicht von April bis Juni.

## Vorkommen
Der Hängende Lauch ist auf Sardinien, Korsika, Sizilien und dem italienischen Festland verbreitet.
Als Standort werden feuchte sommergrüne Wälder und Gebüsche bevorzugt.